# Карлос Хуліо Аросемена Тола
Карлос Хуліо Аросемена Тола (12 квітня 1888 — 20 лютого 1952) — еквадорський політик, президент країни з вересня 1947 до кінця серпня 1948 року.

## Біографія
Карлос Хуліо Аросемена Тола народився 12 квітня 1888 року в місті Гуаякіль, одному з найбільших міст Еквадору. Він отримав класичну освіту та з юних років виявляв зацікавленість до політичних і соціальних процесів у країні. Аросемена був активним прихильником і членом Ліберальної партії Еквадору, яка в той час відігравала ключову роль у формуванні політичного ландшафту держави.
У міжвоєнний період Еквадор переживав політичну нестабільність, часті зміни влади та зростання впливу військових. На цьому тлі Аросемена обіймав різні державні посади та зарекомендував себе як поміркований і прагматичний політик. Його діяльність базувалася на спробах зберегти конституційний лад і уникнути відкритих конфліктів із збройними силами, які дедалі більше втручалися в політику країни.
17 вересня 1947 року, після відставки тимчасового президента Маріанни де Хесус Веласко Ібарри, Карлос Хуліо Аросемена Тола був призначений на пост президента Еквадору. Його президентство тривало до 31 серпня 1948 року. Хоча термін був коротким, він зумів стабілізувати політичну ситуацію та провести демократичні вибори, що стало важливим досягненням в умовах загального безладу.
У період свого правління Аросемена намагався підтримувати баланс між різними політичними силами, обмежувати вплив армії на політичне життя та розвивати інститути громадянського суспільства. Його головним пріоритетом було забезпечення мирної передачі влади. Це йому вдалося: у серпні 1948 року він передав президентські повноваження обраному демократичним шляхом Гало Пласі Ласо.
Після завершення політичної кар'єри Аросемена Тола відійшов від активного державного життя, але залишався шанованою постаттю в політичних колах. Помер 20 лютого 1952 року в місті Кіто, столиці Еквадору.

## Пам'ять
На його честь названо кантон Карлос Хуліо Аросемена Тола (кантон) у провінції Напо.